# جف سیلوا
جف سیلوا (به پرتغالی: Jefferson da Silva Nascimento) مدافع اهل برزیل است که در شهر Campo Mourão و در تاریخ ۲۹ ژوئن ۱۹۸۶ به دنیا آمده‌است.
جف سیلوا در تیم‌های فوتبال Londrina سابقهٔ حضور دارد.